# Édouard Vilfeu
Édouard Vilfeu est un homme politique français né le 10 juin 1810 à Laval (Mayenne) et décédé le 11 décembre 1897 à Laval.

## Biographie
Avoué à Laval, il est adjoint au maire sous la monarchie de Juillet. Il démissionne en 1848 et se tient à l'écart de la politique sous le Second Empire, en raison de ses opinions orléanistes.  
Il est représentant de la Mayenne de 1871 à 1876, siégeant avec les orléanistes au centre droit. Il est inscrit à la réunion des réservoirs et au cercle Colbert. Battu aux Élections législatives de 1876, il quitte la vie politique.

## Sources
- « Édouard Vilfeu », dans Adolphe Robert et Gaston Cougny, Dictionnaire des parlementaires français, Edgar Bourloton, 1889-1891 [détail de l’édition]